# Lutherische Stadtkirche (Wien)

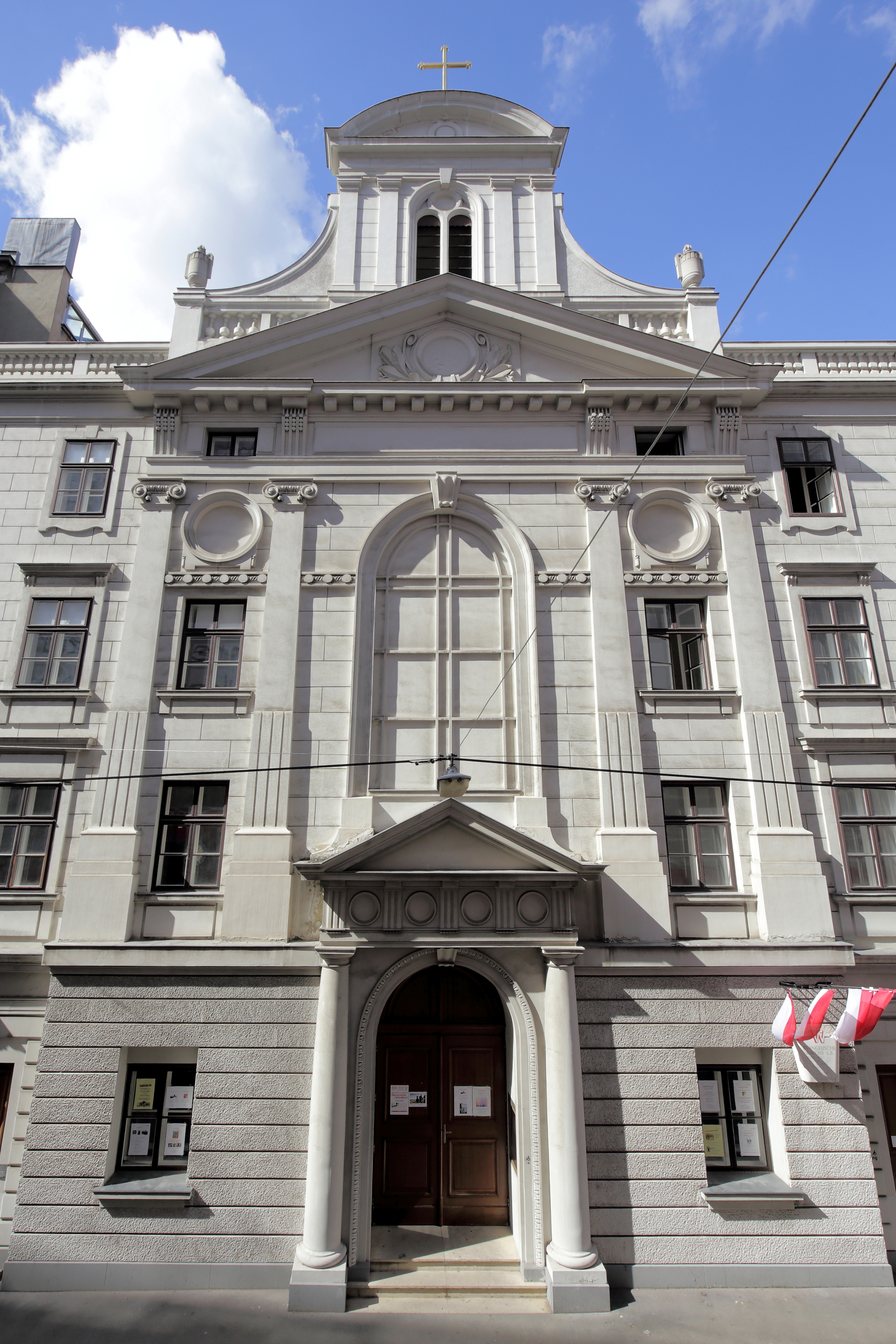
Hauptportal mit Fassade der Lutherischen Stadtkirche

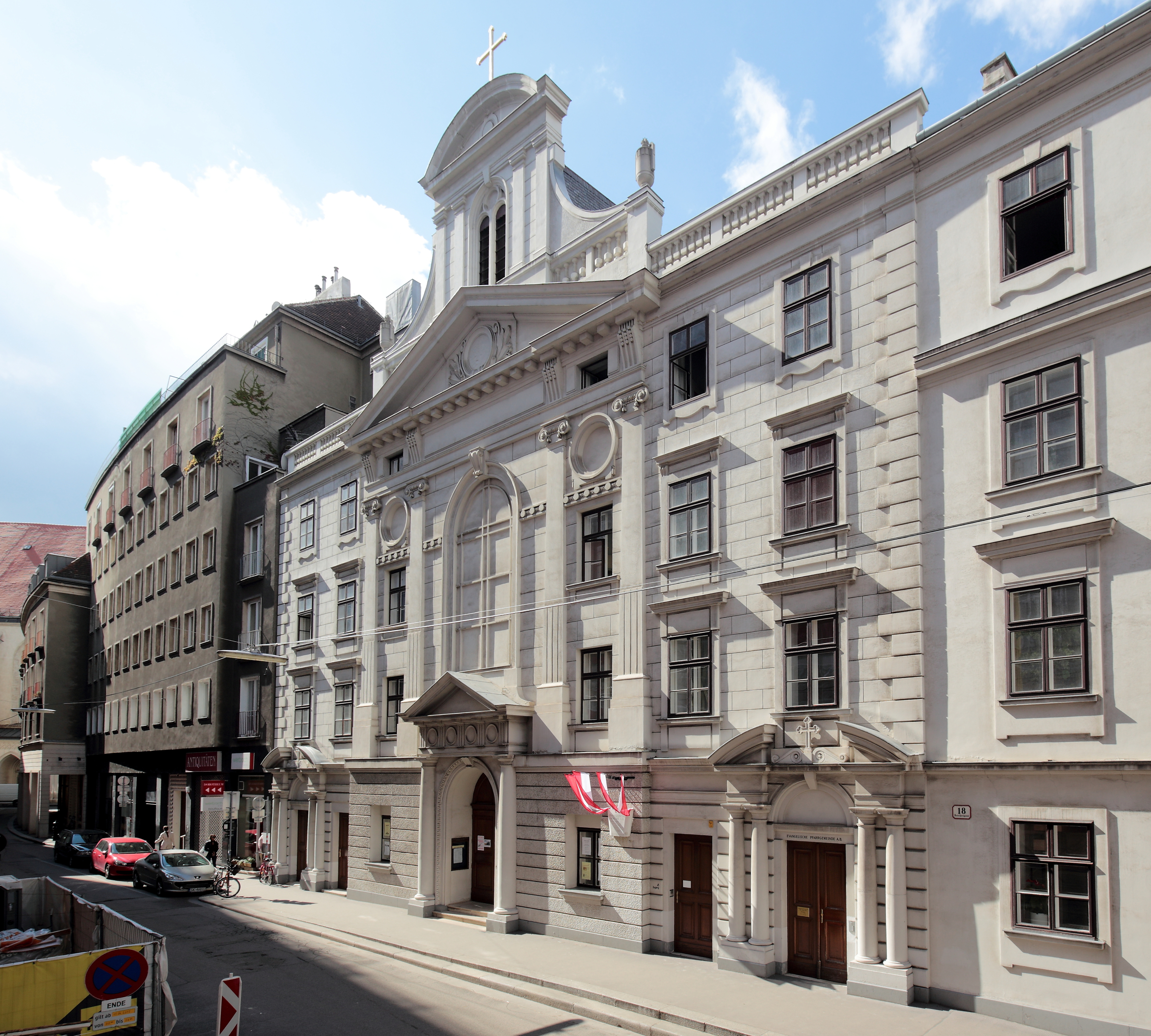
Lutherische Stadtkirche

Die Lutherische Stadtkirche ist ein evangelisch-lutherisches Kirchengebäude im 1. Wiener Gemeindebezirk Innere Stadt.

## Lage und Architektur
Die Lutherische Stadtkirche befindet sich in der Dorotheergasse 18 neben der Reformierten Stadtkirche und gegenüber dem Auktionshaus Dorotheum. Sie wurde in der Renaissancezeit erbaut und besitzt eine neoklassizistische Straßenfront. Über dem Hauptportal befindet sich ein Dreiecksgiebel an der Fassade. Oberhalb dessen schließt ein hohes Rundbogen-Blendfenster an, das von je zwei Pilastern flankiert und von einem großen Dreiecksgiebel gekrönt wird. Die Lutherische Stadtkirche besitzt keinen Kirchturm, sondern wird an der Frontfassade oben von einem Glockengeschoß abgeschlossen.
Die Saalkirche besitzt eine querhausartige Erweiterung bei kreuzförmigem Grundriss. Auf allen Seiten im Kircheninneren befinden sich Emporen. Das Altarbild von Franz Linder aus dem Jahr 1783 ist eine Kopie von van Dycks Gemälde Christus am Kreuz, das nur wenige Gehminuten entfernt im Kunsthistorischen Museum aufbewahrt wird. Beim Altar wurde 1876 ein geschnitztes Chorgestühl eingebaut. Das Taufbecken auf einer Säule aus Stucco lustro befindet sich seit 1822 in der Kirche. Im hinteren Teil der Lutherischen Stadtkirche sind marmorne Verschlussplatten an den Beisetzungsnischen der Herzen von Kaiserin Anna, Kaiser Matthias und Kaiser Ferdinand II. erhalten, die ursprünglich hier bestattet waren und später in die Loretokapelle der Augustinerkirche überführt wurden. Außerdem sind Gedenktafeln für den evangelischen Märtyrer Caspar Tauber und für Kaiser Joseph II. in der Kirche angebracht.

## Geschichte

Porträt Elisabeths von Österreich (um 1592). Im Hintergrund ist das Königinkloster zu erkennen

Die Lutherische Stadtkirche wurde als katholische Klosterkirche des Königinklosters in den Jahren 1582 bis 1583 erbaut. Dieses Maria, als Königin der Engel, gewidmete Klarissen-Kloster war eine Stiftung von Elisabeth von Österreich, einer Tochter Kaiser Maximilians II. und Witwe des Königs Karl IX. von Frankreich. Die Königinwitwe stiftete das Kloster vermutlich als Sühne für die Bartholomäusnacht, das Massaker an den Hugenotten in Frankreich, und verbrachte ihre letzten Lebensjahre dort. Die Baupläne zum Königinkloster stammten ursprünglich vom italienischen Architekten und Maler Pietro Ferrabosco, durchgeführt wurde der Bau jedoch vom späteren Hofbaumeister Jakob Vivian. Die Klosterkirche wurde am 2. August 1583 geweiht.
Im Zuge der josephinischen Reformen wurde das Kloster 1782 aufgelassen. Im selben Jahr hatten sich durch das Toleranzpatent von 1781 sowohl eine lutherische als auch eine reformierte Gemeinde in Wien konstituieren können. Die in der Lutherischen Stadtkirche beheimatete heutige Pfarrgemeinde Wien Innere Stadt ist die älteste innerhalb der Evangelischen Superintendentur A. B. Wien. Die lutherische und die reformierte Gemeinde kauften 1783 jeweils einen Teil des ehemaligen Königinklosters. Die reformierte Gemeinde ließ auf ihrem Grundstück die Reformierte Stadtkirche als erste als solche erbaute evangelische Kirche Wiens errichten. Die lutherische Gemeinde bekam den zentralen Teil des aufgelassenen Klosters mit der Klosterkirche. Einen weiteren Teil des Geländes erwarb der Bankier Johann von Fries, der dort das heutige Palais Pallavicini erbauen ließ. Die ehemalige Klosterkirche wurde zur Lutherischen Stadtkirche umgebaut und erweitert. Da den Bestimmungen des Toleranzpatents zufolge die Kirche von außen nicht als solche erkennbar sein durfte, mussten unter anderem die drei Kirchtürme abgetragen werden. Am 30. November 1783 wurde die Lutherische Stadtkirche eingeweiht.
Nach kleineren baulichen Veränderungen erfolgte 1876 ein größerer Umbau durch den Architekten Otto Thienemann. Hierbei wurde die Fassade so umgestaltet, dass die Kirche auch von außen als solche erkennbar war, was seit dem Protestantenpatent von 1861 nun gestattet war. Im 19. Jahrhundert waren die Komponisten Franz Lachner und Hermann Graedener als Organisten der Lutherischen Stadtkirche angestellt und der bedeutende Klavierbauer Andreas Streicher gab ein neues Gesangbuch für den Gottesdienst heraus. Auf Grund strengerer feuerpolizeilicher Vorschriften nach dem Ringtheaterbrand musste die Lutherische Stadtkirche 1907 erneut umgebaut werden. Weil ein direkter Ausgang des Kirchenraums zur Dorotheergasse notwendig wurde, ließ der Architekt Ludwig Schöne das Innere der Kirche um 180 Grad drehen, also die Position von Orgel und Altar vertauschen – ein Verfahren, das in der benachbarten Reformierten Stadtkirche von Architekt Ignaz Sowinski bereits 1887 erprobt worden war. Im Zweiten Weltkrieg erlitt die Lutherische Stadtkirche schwere Schäden, die Fassade fiel 1945 vollständig einem Bombenangriff zum Opfer. 1948 wurde die Fassade neu errichtet: schlicht, mit vermauerten Fenstern und einem markanten Steinkreuz an der glatten Fassade. Diese Umgestaltung wurde 1989 rückgängig gemacht und die neoklassizistische Fassade in der Form von 1907 wiederhergestellt.

## Orgel

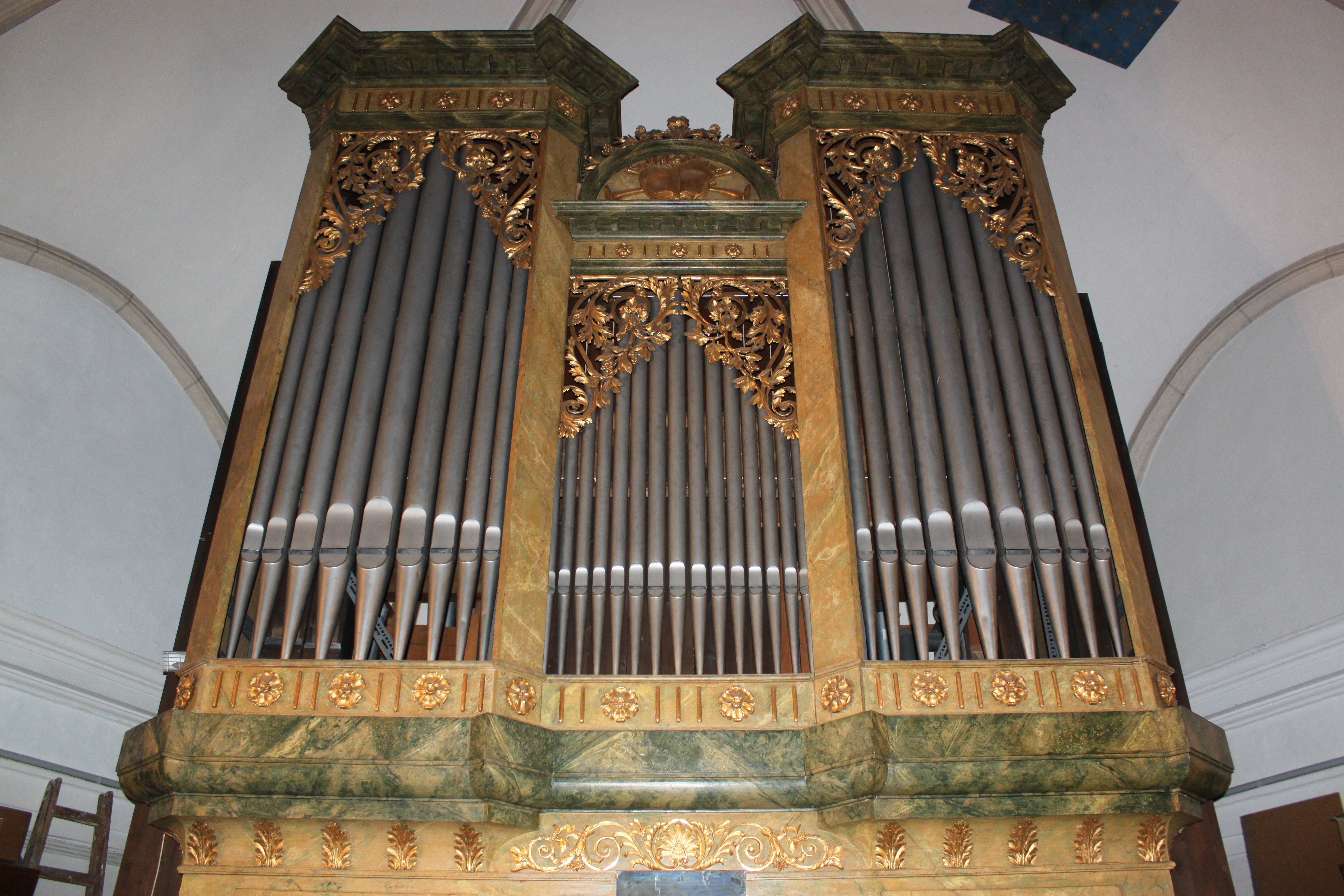
Blick auf die Orgel

Die Orgel geht zurück auf ein Instrument, welches 1808 von dem Orgelbauer Friedrich Deutschmann mit 20 Registern erbaut worden war. Von diesem Instrument sind lediglich das Gehäuse und einige Pfeifen erhalten geblieben. Das Instrument war im frühromantischen Stil disponiert. Bis 2017 wurde das Instrument durch den Orgelbauer Lenter rekonstruiert und erweitert. Es hat 38 Register auf drei Manualwerken und Pedal.
| I Hauptwerk C–a3 |                |         |
| 1.               | Bordun         | 16′     |
| 2.               | Salicional     | 16′     |
| 3.               | Principal      | 08′     |
| 4.               | Viola da Gamba | 08′     |
| 5.               | Quintatön      | 08′     |
| 6.               | Gemshorn       | 08′     |
| 7.               | Große Flöt     | 08′     |
| 8.               | Octave         | 04′     |
| 9.               | Fugara         | 04′     |
| 10.              | Quint          | 02 ⁄3′  |
| 11.              | Superoctav     | 02′     |
| 12.              | Terz           | 01 3⁄5′ |
| 13.              | Mixtur IV      | 02′     |
| 14.              | Fagott         | 16′     |
| 15.              | Klarinette     | 08′     |

| II Hinterwerk C–a3 |               |        |
| 16.                | Principal     | 08′    |
| 17.                | Holzharmonika | 08′    |
| 18.                | Dolce         | 08′    |
| 19.                | Coppel        | 08′    |
| 20.                | Principal     | 04′    |
| 21.                | Flöte         | 04′    |
| 22.                | Dulciana      | 04′    |
| 23.                | Nasard        | 02 ⁄3′ |
| 24.                | Octav         | 02′    |
| 25.                | Cymbel II     | 01′    |
| 26.                | Vox humana    | 08′    |

| III Physharmonika-Werk C–a3 |                 |     |
| 27.                         | Physharmonika   | 16′ |
| 28.                         | Physharmonika   | 08′ |
| 29.                         | Bordun          | 08′ |
| 30.                         | Aeoline (ab g0) | 08′ |

| Pedalwerk C–f1 |               |     |
| 31.            | Violonbass    | 16′ |
| 32.            | Subbass       | 16′ |
| 33.            | Principalbass | 08′ |
| 34.            | Octavbass     | 08′ |
| 35.            | Violon        | 08′ |
| 36.            | Octave        | 04′ |
| 37.            | Posaune       | 16′ |
| 38.            | Trompetbass   | 08′ |

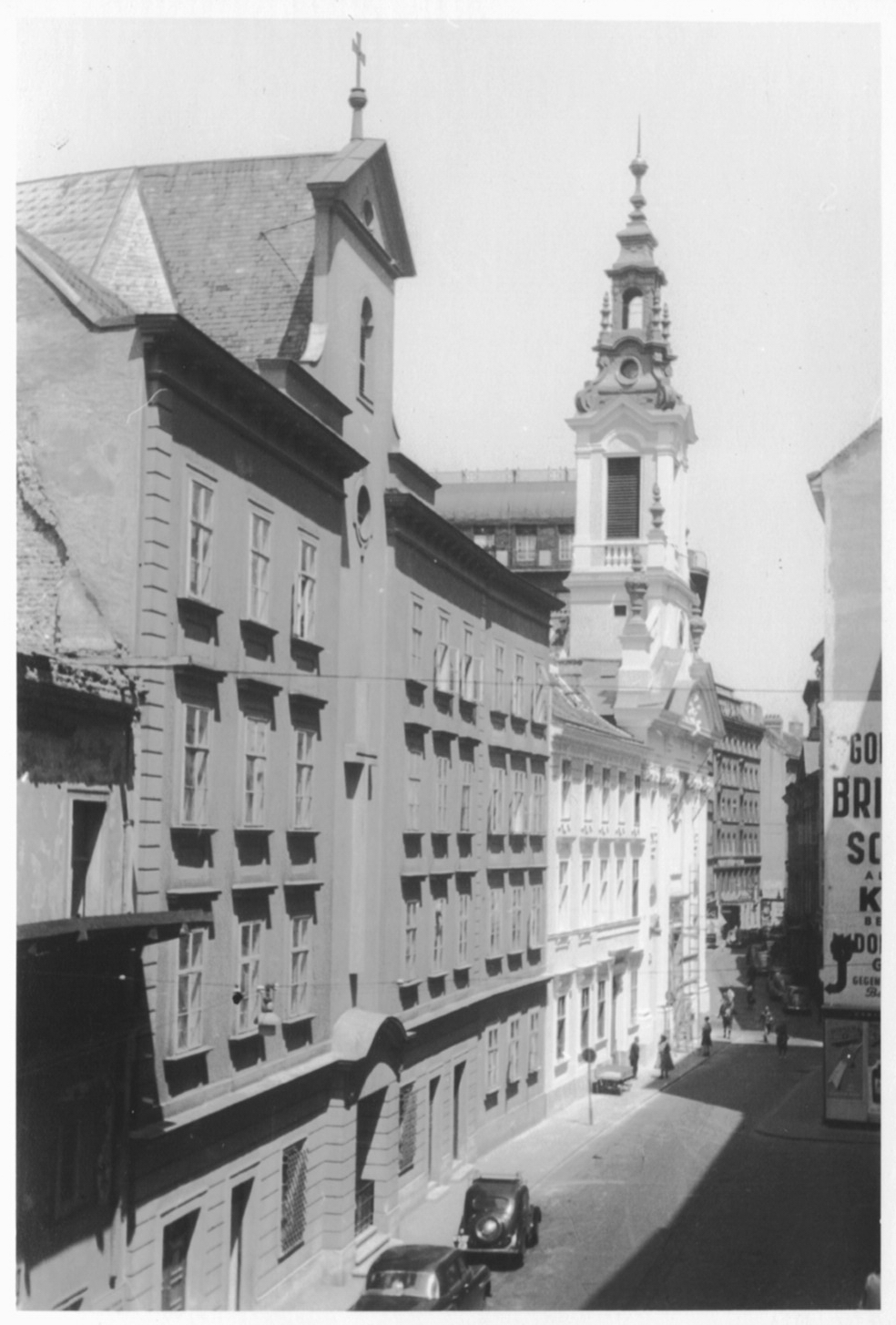
Nachkriegsfassade nach Bombentreffer (1945) von 1948 bis 1989

- Koppeln: II/I, III/I, III/II, I/P, II/P, III/P
- Schwelltritte: Expression Vox humana, Expression Physharmonica, Expression für Labialpfeifen des 3. Manualwerks
- Anmerkungen

1. ↑  Durchschlagend.
2. ↑  In eigenem Schwellgehäuse.

## Geläut

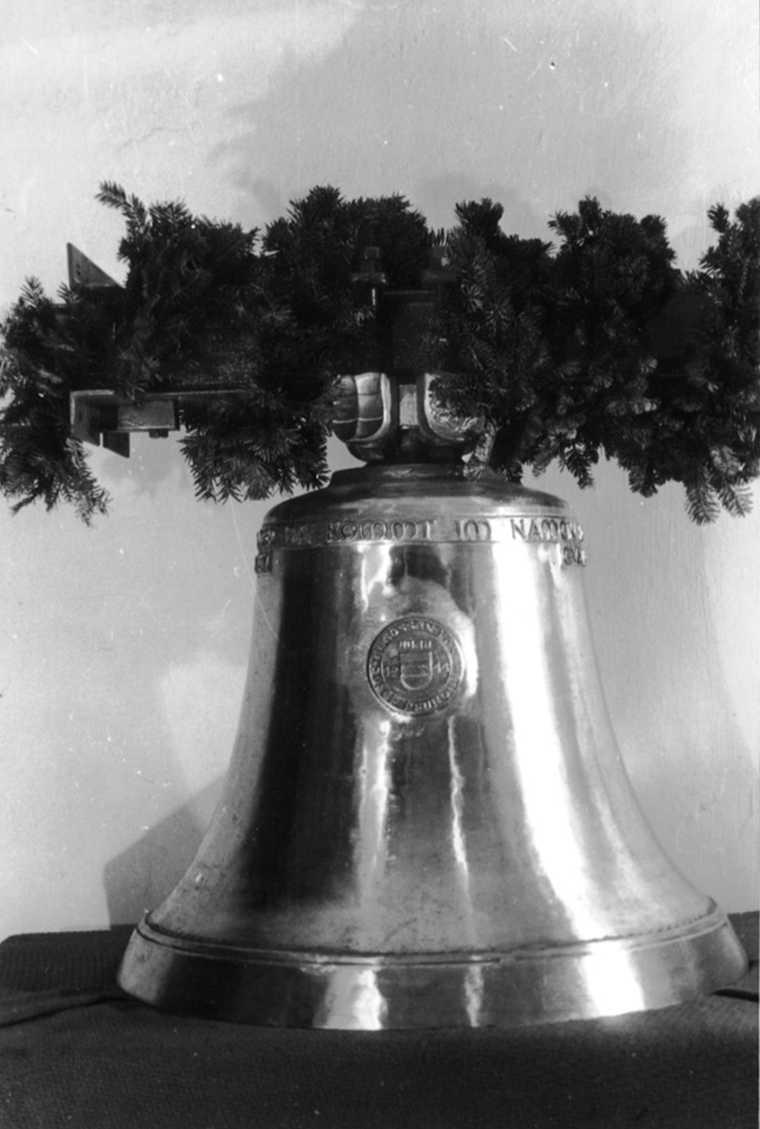
Die neue Friedensglocke der Lutherischen Stadtkirche (Wien) 1.Advent 1955

Hinter dem Frontgiebel befindet sich die Glockenstube. Das Geläut besteht aus zwei Bronzeglocken.
| Nr | Name             | Ton  | Gießerei                 | Gussjahr | Gewicht | Durchmesser |
| -- | ---------------- | ---- | ------------------------ | -------- | ------- | ----------- |
| I  | Friedensglocke   | dis″ | Glockengießerei Pfundner | 1955     | 159 kg  | 65 cm       |
| II | Vaterunserglocke | fis″ | Glockengießerei Pfundner | 1959     | 96 kg   | 54 cm       |